# Eduardo Cicarello
Eduardo Daniel Cicarello (nacido en Argentina) es un exfutbolista argentino que se desempeñaba como delantero. En Primera División jugó en Argentinos Juniors, Ferro y Estudiantes (BA). En Segunda División (antigua Primera B) jugó en Chacarita Juniors y también en Estudiantes (BA). Su única experiencia internacional fue con Atlético Bucaramanga de Colombia.

## Clubes
| Club                 | País      | Año         |
| -------------------- | --------- | ----------- |
| Argentinos Juniors   | Argentina | 1970 - 1973 |
| Ferro                | Argentina | 1974 - 1975 |
| Atlético Bucaramanga | Colombia  | 1975 - 1976 |
| Estudiantes (BA)     | Argentina | 1977 - 1981 |
| Chacarita Juniors    | Argentina | 1982 - 1983 |
| Estudiantes (BA)     | Argentina | 1984        |